# Fieldia australis
Fieldia australis är en tvåhjärtbladig växtart som beskrevs av Allan Cunningham. Fieldia australis ingår i släktet Fieldia och familjen Gesneriaceae. Inga underarter finns listade i Catalogue of Life.

## Bildgalleri

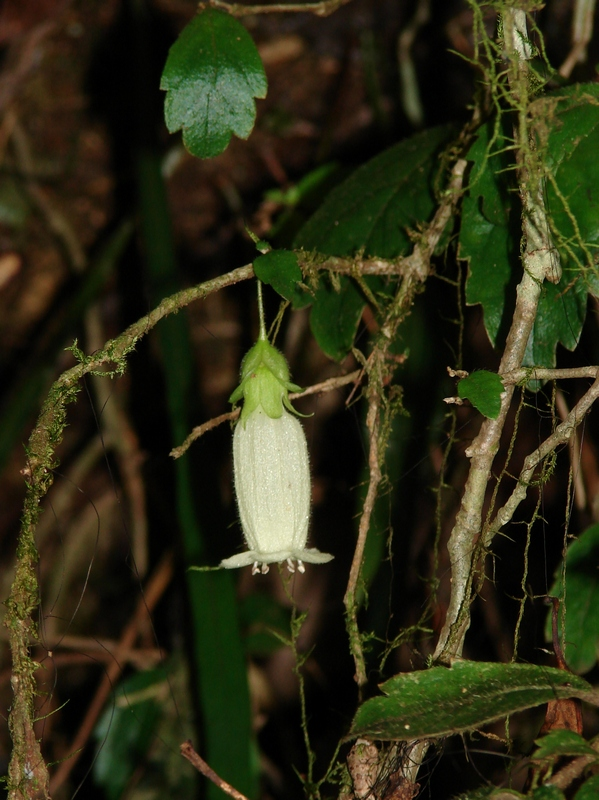
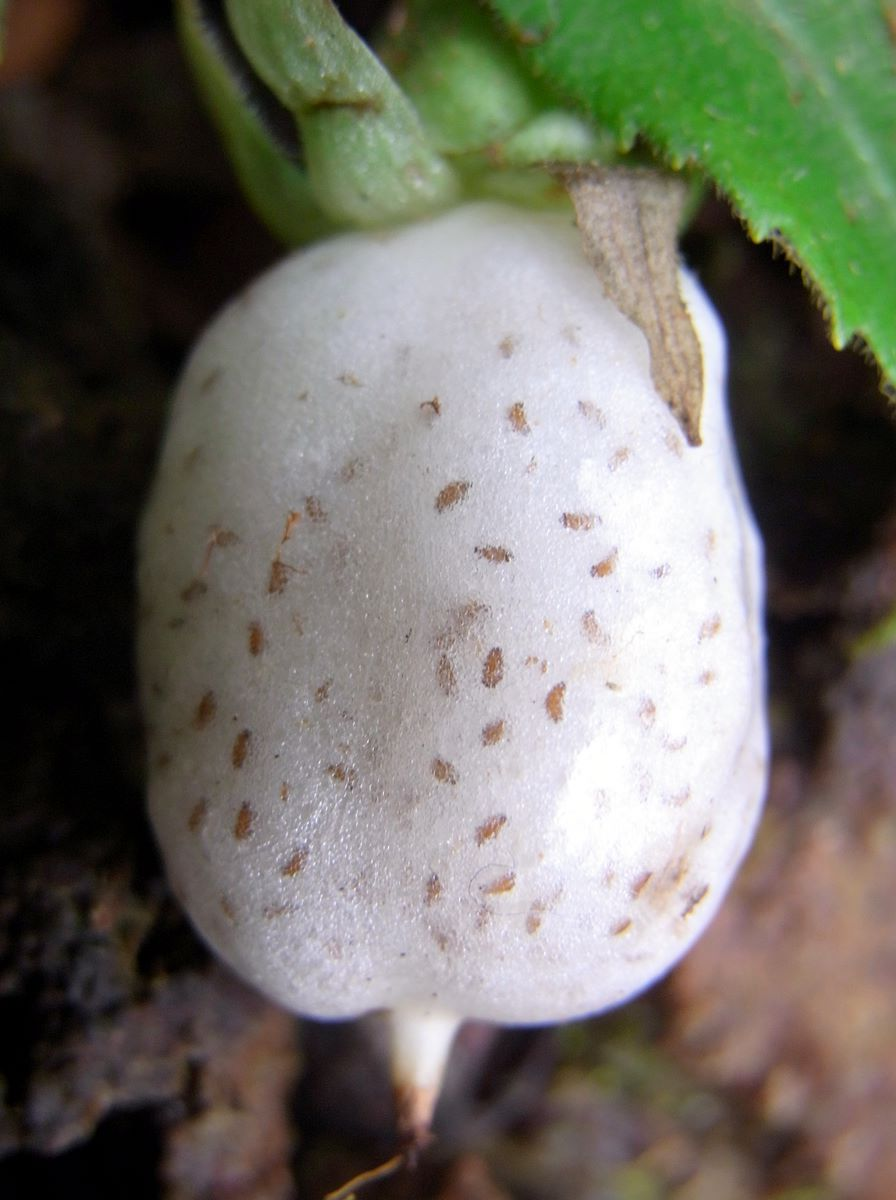